# Tilàpia d'aletes curtes
La tilàpia d'aletes curtes (Tilapia brevimanus) és una espècie de peix de la família dels cíclids i de l'ordre dels perciformes.

## Morfologia
Els mascles poden assolir els 24,8 cm de longitud total.

## Distribució geogràfica
Es troba a Àfrica: des de Guinea Bissau (rius Geba i Corubal) fins a l'est de Libèria (riu Cess). També a Costa d'Ivori i Gàmbia.